# Elektrárna Poříčí
Elektrárna Poříčí (EPO) je komplex dvou elektráren – Elektrárny Poříčí II (EPO2) a Teplárny Dvůr Králové, který provozuje společnost ČEZ.

## Poříčí II
Elektrárna Poříčí II je tepelná elektrárna, která se nachází na okraji města Trutnova v místní části Poříčí na úpatí Krkonoš. Provoz elektrárny byl zahájen v roce 1957. Elektrárna zásobuje teplem město Trutnov a jeho okolí. Její teplárenský výkon je 294 MW.
Elektrárna Poříčí II nahradila elektrárnu Poříčí I (EPO1) postavenou v roce 1914. EPO1 byla zrušena v roce 1970 a od roku 2023 je v jejím areálu otevřena galerie moderního umění.

## Teplárna Dvůr Králové
Teplárna Dvůr Králové byla vybudována v 50. letech a sloužila jako centrální zdroj tepla pro Dvůr Králové nad Labem. Její instalovaný výkon je 115,8 MW.

## Základní údaje
| Výrobní jednotka      | Instalovaný výkon   | Rok uvedení do provozu | Odsířeno od roku                                                                                 |
| --------------------- | ------------------- | ---------------------- | ------------------------------------------------------------------------------------------------ |
| Elektrárna Poříčí II  | 3 × 55 MW           | 1957–1958              | 1996 (55 MW – 1. fluidní kotel), 1998 (55 MW – 2. fluidní kotel), odstaveno k 1. 1. 1999 (55 MW) |
| Teplárna Dvůr Králové | 1 × 6,3 a 1 × 12 MW | 1955, 1963             |                                                                                                  |